# Discurso de la infamia

El conocido como «discurso de la infamia» fue pronunciado por el presidente estadounidense Franklin D. Roosevelt el 8 de diciembre de 1941, al día siguiente del ataque a Pearl Harbor, ante el Congreso de los Estados Unidos para pedir la declaración de guerra al Imperio de Japón. Se conoce con ese nombre por la frase con que comenzaba:
«Ayer, 7 de diciembre de 1941 —una fecha que vivirá en la infamia—los Estados Unidos de América fueron atacado repentina y deliberadamente por fuerzas navales y aéreas del Imperio del Japón».

Yesterday, December 7, 1941—a date which will live in infamy—the United States of America was suddenly and deliberately attacked by naval and air forces of the Empire of Japan.

## Antecedentes

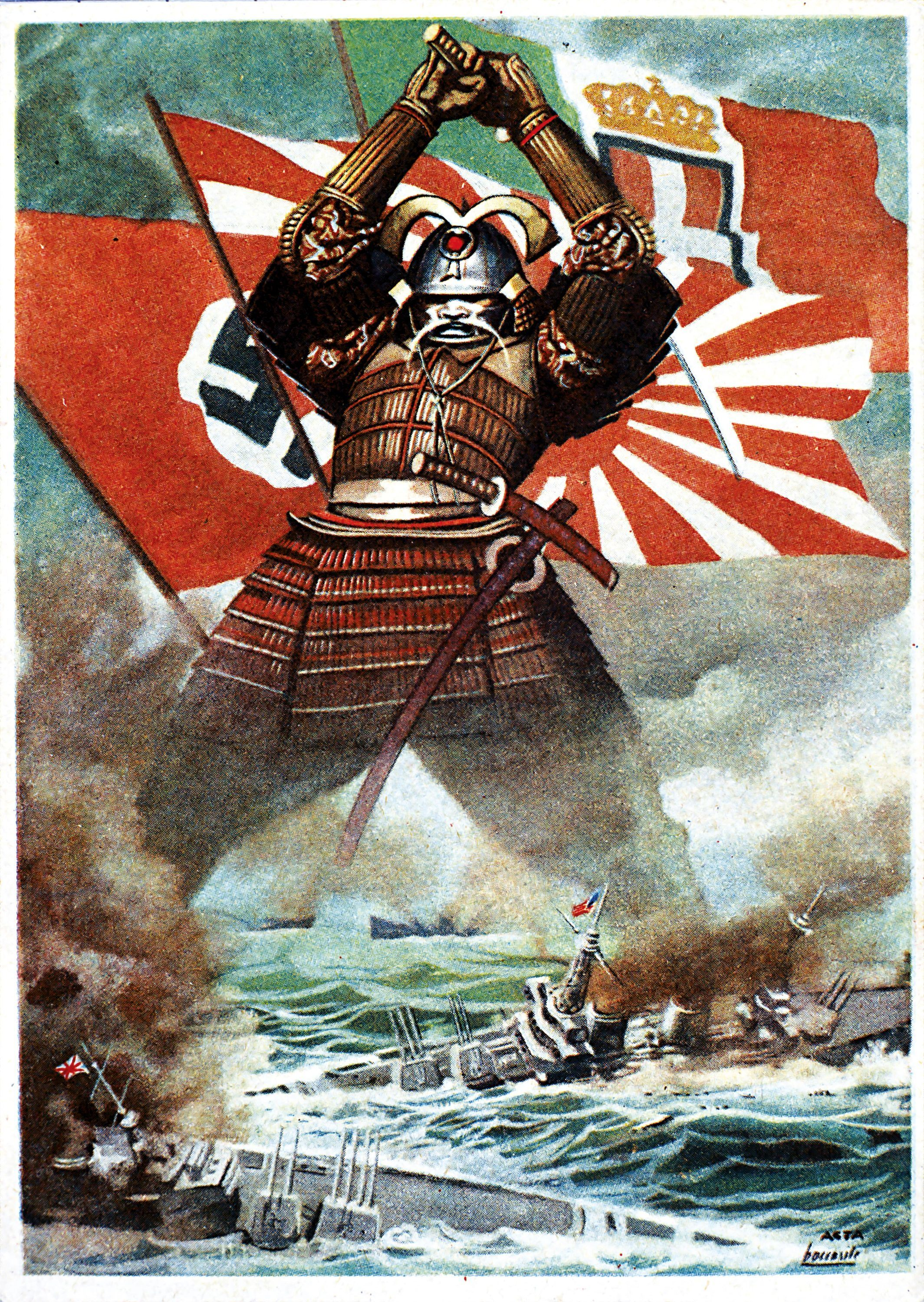
Cartel de propaganda del Pacto Tripartito exaltando el ataque japonés a Pearl Harbor.

El 1 de diciembre de 1941 la Conferencia Imperial, presidida por el emperador Hirohito, aprobó la entrada en guerra contra Estados Unidos, Gran Bretaña y Países Bajos. Pero considerando que el factor sorpresa era esencial en el éxito del ataque a Pearl Harbor, con el que se iban a iniciar las hostilidades, el gobierno japonés y el Alto Mando decidieron que presentarían la ruptura de relaciones con Estados Unidos solo media hora antes del inicio del ataque (previsto para las 8:00 horas del 7 de diciembre en las islas Hawái; las 13:30 del mismo día en Washington). Para asegurar el secreto también decidió no informar a sus representantes en Washington, el embajador Kichisaburo Nomura y el enviado especial Saburo Kurusu.

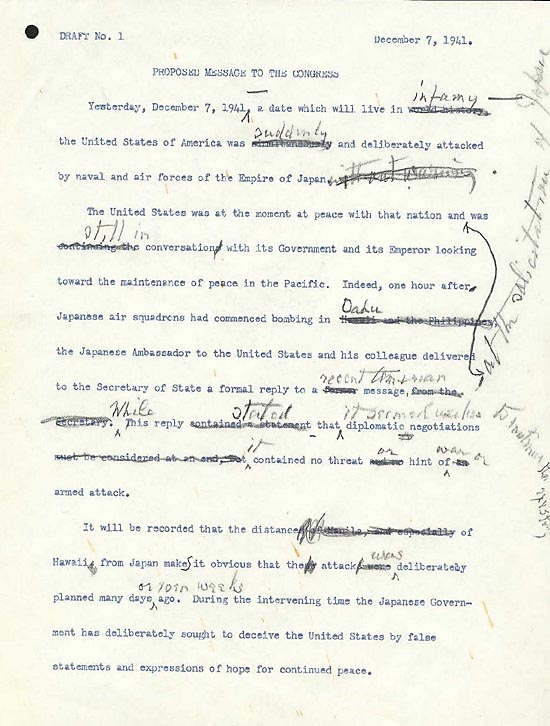
Primer borrador del discurso con los cambios introducidos por el presidente Roosevelt.

Así pues, el gobierno japonés envió el comunicado de la ruptura de las negociaciones —del que se había suprimido la frase que hablaba de la posible declaración de guerra japonesa de acuerdo con la Convención de La Haya— solo unas horas antes del ataque. El comunicado iba acompañado de la orden de que no lo entregaran antes de la 13:00 horas (horario de Washington; 7:30 horas, horario de Hawái, es decir, justo media hora antes del inicio del ataque). Pero la embajada japonesa tuvo problemas con el descifrado y el mecanografiado del documento, que constaba de catorce puntos y una conclusión final, por lo que Nomura y Kurusu lo presentaron al secretario de Estado Cordell Hull a las 14:20 horas, cuando hacía una hora que el ataque a Pearl Harbor había comenzado —lo que Nomura y Kurusu desconocían ya que su gobierno tampoco les había informado sobre la operación—. Cuando Hull los recibió notaron que éste estaba furioso —ni les dio la mano, ni los invitó a sentarse—. No podían saber que tanto él como el presidente Roosevelt conocían su contenido desde las 10 de la mañana ya que los servicios de inteligencia lo habían interceptado y descifrado antes que la propia embajada japonesa —de hecho hacia las 12 de la mañana los comandantes de las bases navales y terrestres norteamericanas del Pacífico ya habían sido advertidos del inminente ataque japonés, pero no el de Pearl Harbor, a causa de las malas condiciones atmosféricas (el mensaje llegaría cuando el ataque japonés ya había comenzado)— . Además hacía pocos minutos que al secretario de Estado le habían informado que la base de Pearl Harbor estaba siendo atacada por aviones japoneses. En un momento determinado Hull dejó de leer el documento que le habían entregado los representantes japoneses y les dijo:

En mis cincuenta años de servicio público no he visto un documento más plagado de falsedades y distorsiones: infames falsedades y distorsiones a una escala tan monumental que nunca imaginé hasta hoy que algún gobierno del planeta fuera capaz de manifestarlas.

Kurusu y Nomura regresaron confusos a su embajada, donde encontraron a la entrada una multitud que los increpaba. Fue entonces cuando supieron que Japón había atacado a Estados Unidos por sorpresa y antes de haber declarado la guerra. Después de que se hubieran marchado los dos representantes japoneses Hull los llamó «homúnculos y sinvergüenzas».

## El discurso
La misma tarde del 7 de diciembre el gabinete del presidente comenzó a preparar el contenido del discurso que Roosevelt iba a pronunciar al día siguiente ante los miembros del Senado y de la Cámara de Representantes reunidos en sesión conjunta. El secretario de Estado Codell Hull sugirió que en el mismo se hiciera una relación completa de todas las violaciones del derecho internacional cometidas por el Imperio de Japón en los últimos años. Pero Rossevelt pidió que fuera un discurso corto que no rebasara las quinientas palabras y que se centrara en el mensaje esencial para que llegara al mayor número posible de ciudadanos norteamericanos: que Estados Unidos había sido atacado por Japón por sorpresa y sin una previa declaración de guerra y que Estados Unidos estaba dispuesto a derrotarlo costase lo que costase.

Mr. Vice President, Mr. Speaker, members of the Senate and the House of Representatives: Yesterday, December 7th, 1941 — a date which will live in infamy — the United States of America was suddenly and deliberately attacked by naval and air forces of the Empire of Japan.

The United States was at peace with that nation, and, at the solicitation of Japan, was still in conversation with its Government and its Emperor looking toward the maintenance of peace in the Pacific. Indeed, one hour after Japanese air squadrons had commenced bombing in the American island of Oahu, the Japanese Ambassador to the United States and his colleague delivered to our Secretary of State a formal reply to a recent American message. And while this reply stated that it seemed useless to continue the existing diplomatic negotiations, it contained no threat or hint of war or of armed attack.

It will be recorded that the distance of Hawaii from Japan makes it obvious that the attack was deliberately planned many days or even weeks ago. During the intervening time the Japanese Government has deliberately sought to deceive the United States by false statements and expressions of hope for continued peace. 

The attack yesterday on the Hawaiian Islands has caused severe damage to American naval and military forces. I regret to tell you that very many American lives have been lost. In addition American ships have been reported torpedoed on the high seas between San Francisco and Honolulu. 

Yesterday the Japanese Government also launched an attack against Malaya.
Last night Japanese forces attacked Hong Kong. 
Last night Japanese forces attacked Guam. 
Last night Japanese forces attacked the Philippine Islands. 
Last night the Japanese attacked Wake Island. 
And this morning the Japanese attacked Midway Island. 

Japan has, therefore, undertaken a surprise offensive extending throughout the Pacific area. The facts of yesterday and today speak for themselves. The people of the United States have already formed their opinions and well understand the implications to the very life and safety of our nation. 

As Commander-in-Chief of the Army and Navy, I have directed that all measures be taken for our defense. 

But always will our whole nation remember the character of the onslaught against us. No matter how long it may take us to overcome this premeditated invasion, the American people in their righteous might will win through to absolute victory. 

I believe that I interpret the will of the Congress and of the people when I assert that we will not only defend ourselves to the uttermost but will make it very certain that this form of treachery shall never again endanger us. 

 Hostilities exist. There is no blinking at the fact that our people, our territory and our interests are in grave danger. 

With confidence in our armed forces—with the unbounding determination of our people—we will gain the inevitable triumph—so help us God. 

 I ask that the Congress declare that since the unprovoked and dastardly attack by Japan on Sunday, December 7th, 1941, a state of war has existed between the United States and the Japanese Empire.
Señor Vicepresidente, Señor Presidente de la Cámara de Representantes, miembros del Senado y de la Cámara de Representantes: Ayer, 7 de diciembre de 1941 —una fecha que vivirá en la infamia— Estados Unidos de América fue atacado repentina y deliberadamente por fuerzas navales y aéreas del Imperio de Japón. 

Estados Unidos estaba en paz con esa nación, y, a petición de Japón, estaba todavía llevando a cabo conversaciones con su gobierno y su Emperador buscando el mantenimiento de la paz en el Pacífico. De hecho,  una hora después de que los escuadrones aéreos japoneses hubieran comenzado a bombardear la isla estadounidense de Oahu, el embajador japonés en Estados Unidos y su colega entregaron al secretario de Estado una respuesta formal a un reciente mensaje estadounidense. Aunque esta respuesta afirmaba que parecía inútil continuar las negociaciones diplomáticas existentes, no contenía amenaza alguna ni aludía a la guerra o a un ataque armado. 

Hay que constatar que la distancia de Hawái desde Japón pone en evidencia que el ataque fue deliberadamente planeado hace muchos días o incluso semanas atrás. Durante ese tiempo el gobierno japonés ha buscado deliberadamente engañar a Estados Unidos mediante declaraciones falsas y expresiones de esperanza a favor de la continuidad de la paz. 

El ataque de ayer sobre las islas de Hawái ha causado grandes daños a las fuerzas militares y navales estadounidenses. Lamento decirles que muchas vidas estadounidenses se han perdido. Además se ha sabido que barcos estadounidenses han sido torpedeados en alta mar entre San Francisco y Honolulú. 

Ayer el gobierno japonés también lanzó un ataque contra Malasia. 
La pasada noche fuerzas japonesas atacaron Hong Kong. 
La pasada noche fuerzas japonesas atacaron Guam. 
La pasada noche fuerzas japonesas atacaron las Islas Filipinas. 
La pasada noche fuerzas japonesas atacaron la isla Wake. 
Esta mañana fuerzas japonesas atacaron la isla Midway. 

Japón, por lo tanto, ha emprendido una ofensiva sorpresa por toda el área del Pacífico. Los hechos de ayer y de hoy hablan por sí mismos. El pueblo de Estados Unidos ya se ha formado sus opiniones y comprendido bien las implicaciones para la vida y seguridad de nuestra nación. 

Como Comandante en Jefe del Ejército y de la Marina, he decretado que se tomen todas las medidas para nuestra defensa. 

Pero toda nuestra nación siempre recordará el carácter del ataque contra nosotros. No importa cuanto tiempo nos tome superar esta invasión premeditada, el pueblo estadounidense con su honrada fuerza triunfará hasta la victoria absoluta. 

Creo que interpreto la voluntad del Congreso y del pueblo cuando afirmo que no sólo nos defenderemos al máximo sino que conseguiremos que esta forma de traición nunca más nos ponga en peligro. 

Las hostilidades existen. No hay que cerrar los ojos al hecho de que nuestro pueblo, nuestro territorio y nuestros intereses están en grave peligro. 

Con confianza en nuestras fuerzas armadas —con la ilimitada determinación de nuestro pueblo— obtendremos el inevitable triunfo, con la ayuda de Dios. 

Pido que el Congreso declare que desde el ataque no provocado y vil de Japón el domingo 7 de diciembre de 1941 existe el estado de guerra entre Estados Unidos y el Imperio japonés.

## Consecuencias

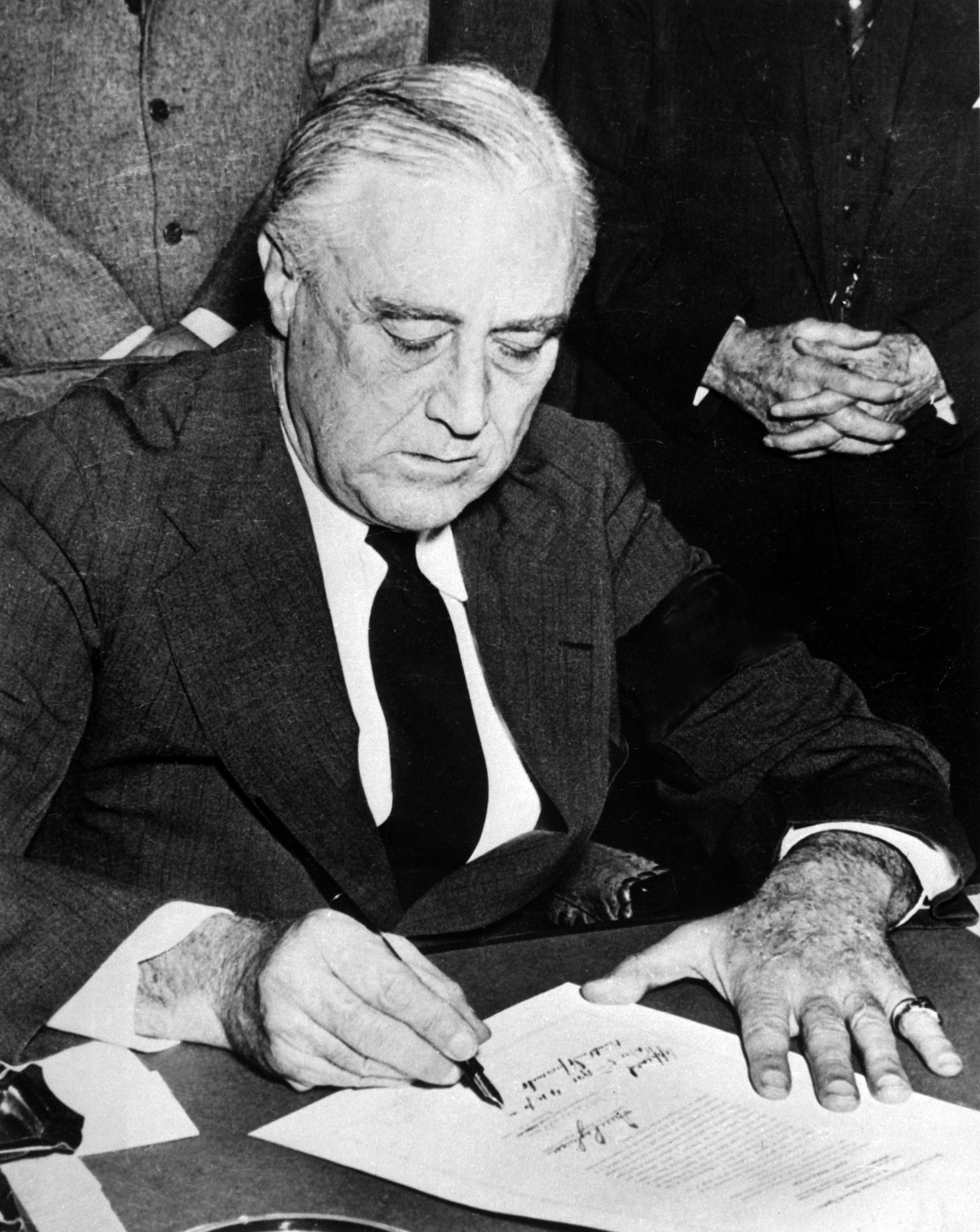
Franklin D. Roosevelt firmando la declaración de guerra a Japón.

Cartel de propaganda de guerra estadounidense recordando Pearl Harbor.

La declaración de guerra a Japón fue aprobada por el Congreso con el único voto en contra de la congresista republicana pacifista por Montana Jeannette Rankin. Roosevelt con su discurso logró excitar las emociones de los norteamericanos y el aislacionismo, que hasta entonces había predominado entre la opinión pública y la clase política, desapareció completamente. El grito de batalla «Recuerda Pearl Harbor» galvanizó a todo el país. El lema procedía de una canción que fue grabada solo diez días después del ataque y que decía: «Recordemos Pearl Harbor cuando vayamos a enfrentarnos con el enemigo. Recordemos Pearl Harbor, como hicimos con El Álamo... ¡Recordemos Pearl Harbor y no nos detengamos hasta la victoria!». Como ha señalado la historiadora Eri Hotta: «Antes de la agresión japonesa, a la mayoría de los estadounidenses Hawái les debió parecer un exótico país extranjero… De repente este singular territorio de islas en el océano Pacífico se encontró inextricablemente unido a la narración patriótica estadounidense».
Tres días después del ataque unos desconocidos talaron cuatro de los más grandes cerezos que había sido plantados junto a la laguna del West Potomac Park en Washington D. C. como símbolo de amistad entre Estados Unidos y Japón.